# Mura di Costantinopoli

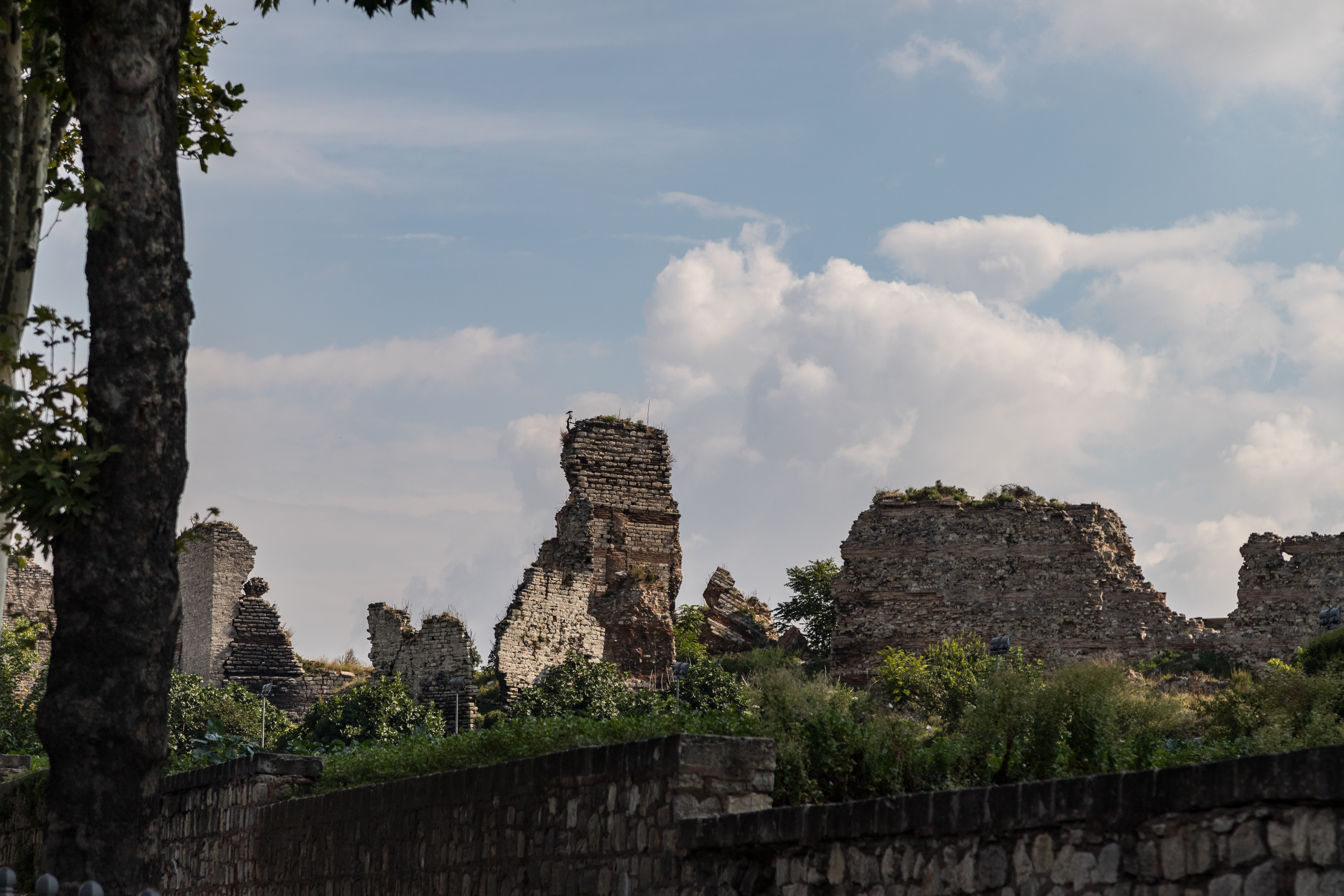

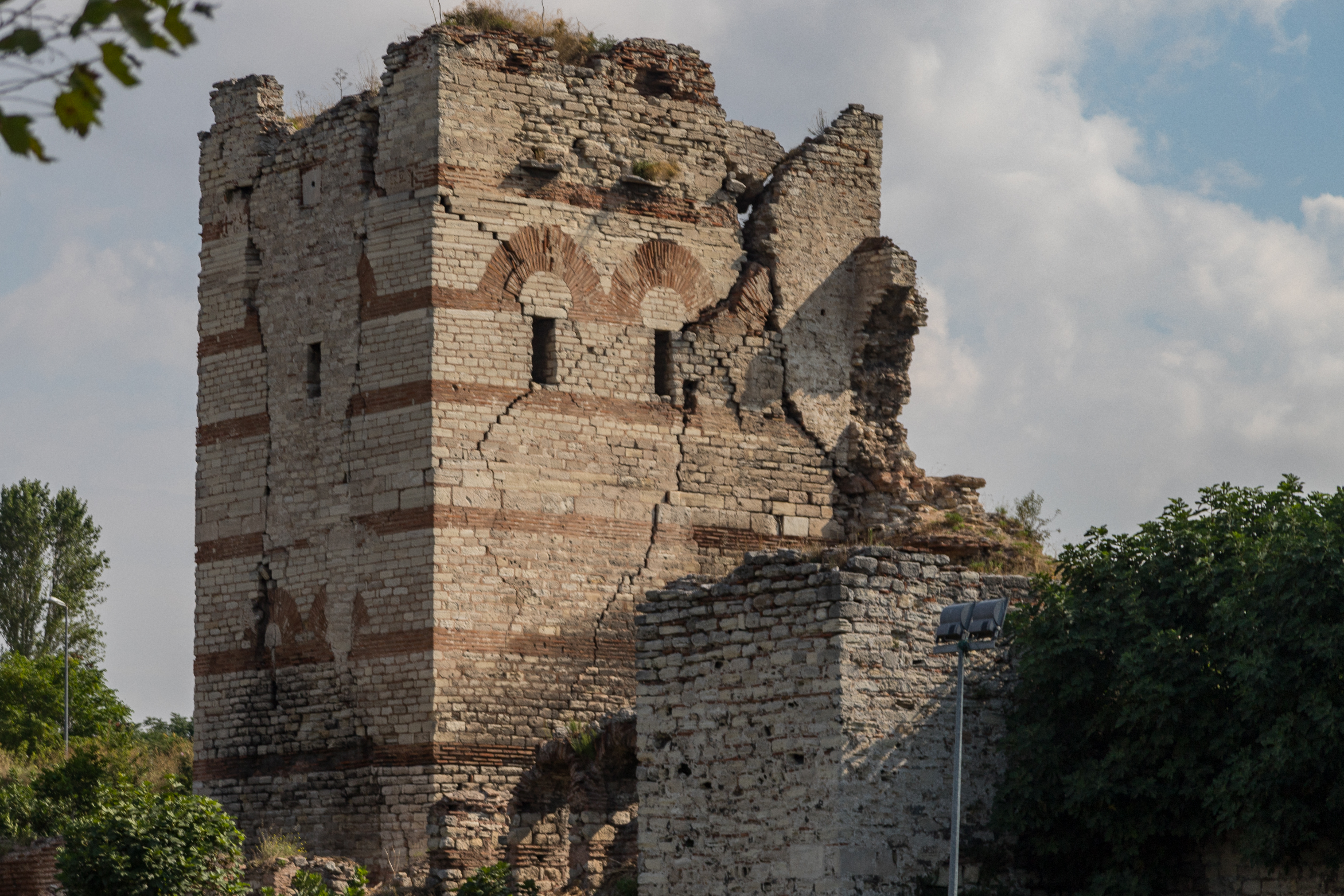

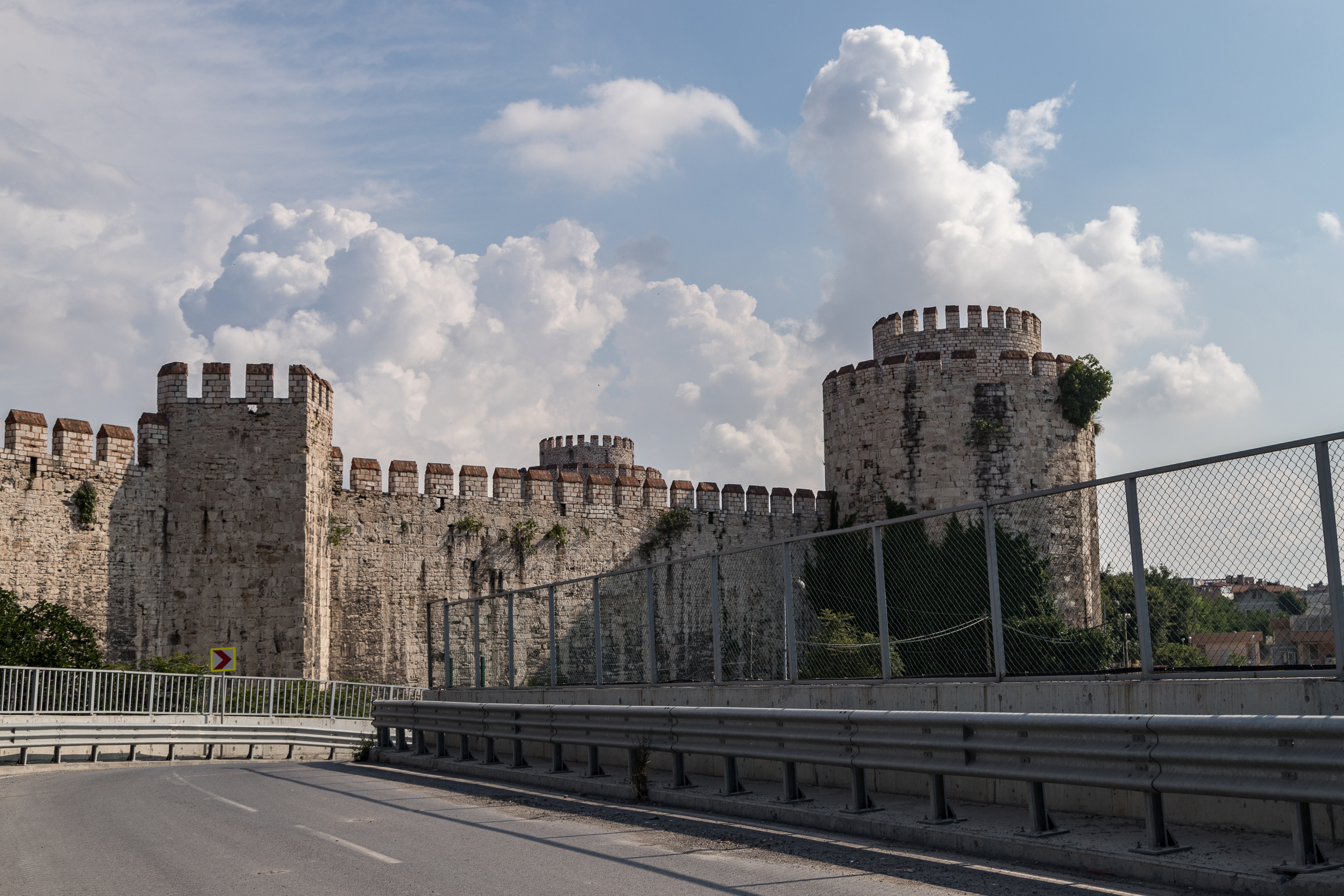

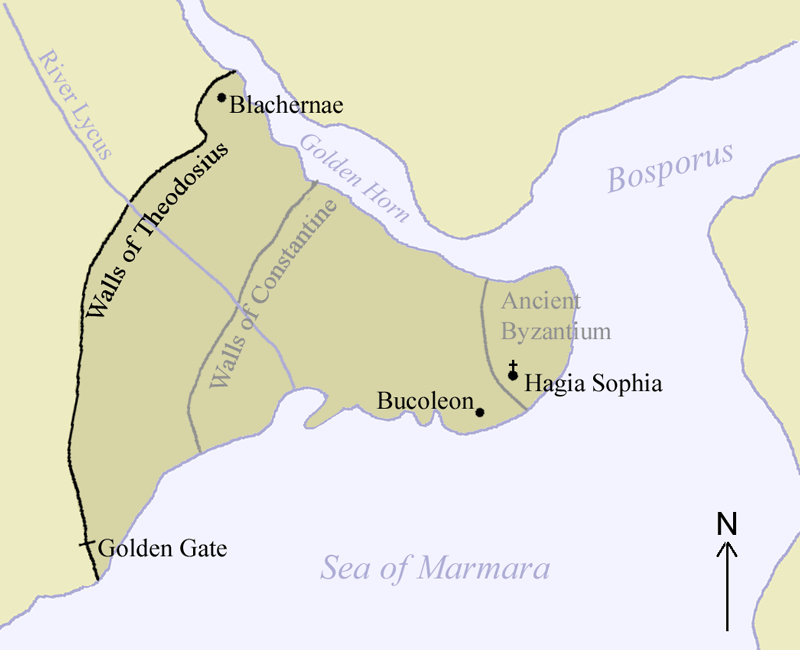
Mappa della città di Costantinopoli e delle sue mura.

Le mura di Costantinopoli o mura Teodosiane (in greco antico: της Κωνσταντινούπολης? Θεοδοσιανά τείχη, in turco İstanbul Surları) sono un'imponente opera di architettura militare bizantina, la più grande dell'Impero bizantino. Edificate in pietra, circondavano e proteggevano la città di Costantinopoli (l'odierna Istanbul). Sono considerate una delle opere militari dell'antichità più imponenti e complesse mai realizzate. Erano considerate inespugnabili tanto che, persino durante l'ultimo assedio condotto dai turchi, i cannoni di nuova concezione appositamente realizzati non furono del tutto efficaci nell'aprire una breccia nelle mura bizantine.
Le mura di Costantinopoli furono edificate a partire da quando la città fu fondata come nuova capitale dell'Impero romano (324). Nella più che millenaria storia dell'Impero bizantino, le mura furono continuamente fortificate, fino alla caduta della città per mano dei turchi ottomani (martedì 29 maggio 1453). Costantinopoli è stata la città che ha subito più assedi durante la storia del mondo, capitolando solamente due volte: la prima nel 1204 quando fu saccheggiata dai crociati e la seconda (e definitiva) nel 1453.
Inizialmente furono costruite le mura di Costantino, che proteggevano la città da potenziali attacchi sia da terra, che per via mare. Successivamente, l'imperatore bizantino Arcadio, visto che la città si stava espandendo, ordinò all'architetto Flavio Antemio di costruire una nuova cinta muraria, che venne edificata nel V secolo sotto il regno di Teodosio II. Questa nuova cinta muraria era molto potente, tanto da essere considerata inespugnabile. Salvò molte volte Costantinopoli da assedi, condotti da avari, arabi, rus', e bulgari. Solo la polvere da sparo e i cannoni resero obsolete le fortificazioni, con la conseguenza di tre assedi da parte degli ottomani, di cui i primi due furono respinti, ma il terzo andò a buon fine per gli ottomani, che conquistarono Costantinopoli, e posero così fine al millenario Impero romano d'Oriente.
Le mura di Costantinopoli furono mantenute intatte anche all'inizio della dominazione ottomana, fino a quando nel XIX secolo alcune parti delle mura furono smantellate per allargare i vecchi confini della città medievale. Nonostante la successiva mancanza di manutenzione, molte parti delle mura sono sopravvissute e visibili ancora oggi. Un grande programma di restauro è stato avviato dal governo turco dal 1980, per permettere così ai visitatori di apprezzare il loro originario aspetto.

## Mura terrestri

### Antiche mura di Bisanzio
Bisanzio fu fondata da coloni greci di Megara, guidati da Byzas, da cui la città prese nome, e le prime fortificazioni della città furono costruite nel VII secolo a.C. Bisanzio, pur avendo un prospero commercio, era relativamente poco importante durante il periodo romano, ma divenne prominente nella guerra civile tra Settimio Severo e Pescennio Nigro. La città appoggiava Pescennio Nigro e per questo Settimio Severo l'assediò dal 193 al 196. Settimio Severo riuscì a conquistare la città e a demolirne le mura, revocando alla città il suo status di città privata. Successivamente Severo si pentì di ciò che aveva fatto, infatti rivalutò l'importanza strategica di Bisanzio, e la fece ricostruire abbellendola con monumenti imperiali, tra cui l'ippodromo, e ricostruendo anche la cinta muraria, più larga dell'antica area greca. Non sono rimasti resti delle mura Severiane, ma ne conosciamo il percorso e sappiamo che la porta principale si trovava poco prima dell'ingresso del successivo Foro di Costantino.

### Mura costantiniane
Quando Costantino I trasferì la capitale dell'impero romano da Roma a Bisanzio, che rifondò con il nome di "Nova Roma", ampliò notevolmente la nuova città e la munì di una nuova cinta muraria di circa 2,8 km (15 stadi), a ovest delle mura severiane, incorporando un territorio ancora più esteso. Le mura di Costantino erano costituite da un'unica muratura, rinforzata con torri a distanze regolari. L'opera difensiva iniziò ad essere costruita nel 324 e venne completata sotto il regno del figlio, Costanzo II. Il corso della cinta muraria è approssimativamente noto, essa andava dalla zona di Porta Plateia del Corno d'Oro fino alle mura marittime, vicino alla Porta di San Aemilianus sulle mura di Propontis. Le mura Costantiniane sopravvissero durante gran parte del periodo bizantino, anche se furono sostituite dalle mura Teodosiane; solo la Porta d'Oro - spesso attribuita a Costantino ma d'incerta età - sopravvisse fino alla fine dell'impero bizantino e venne distrutta nel 1509 da un terremoto. La porta, conosciuta anche come la "Porta di Attalos", è stato descritta nel tardo periodo bizantino dallo studioso Manuele Crisolora come una costruzione di "blocchi di marmo con ampia una grande apertura", e coronata da una sorta di stoà. Nei secoli precedenti, la porta era stata decorata con molte statue, tra cui una rappresentante Costantino I, che però si distrusse cadendo in un terremoto nel 740. Alla fine dell'epoca bizantina, sulla porta fu dipinta una crocifissione, per questo gli ottomani la chiamarono İsakapi ("Porta di Gesù").
Tuttavia già agli inizi del V secolo, Costantinopoli si era estesa al di fuori delle mura Costantiniane, nella zona conosciuta come la Exokionion.

### Mura teodosiane

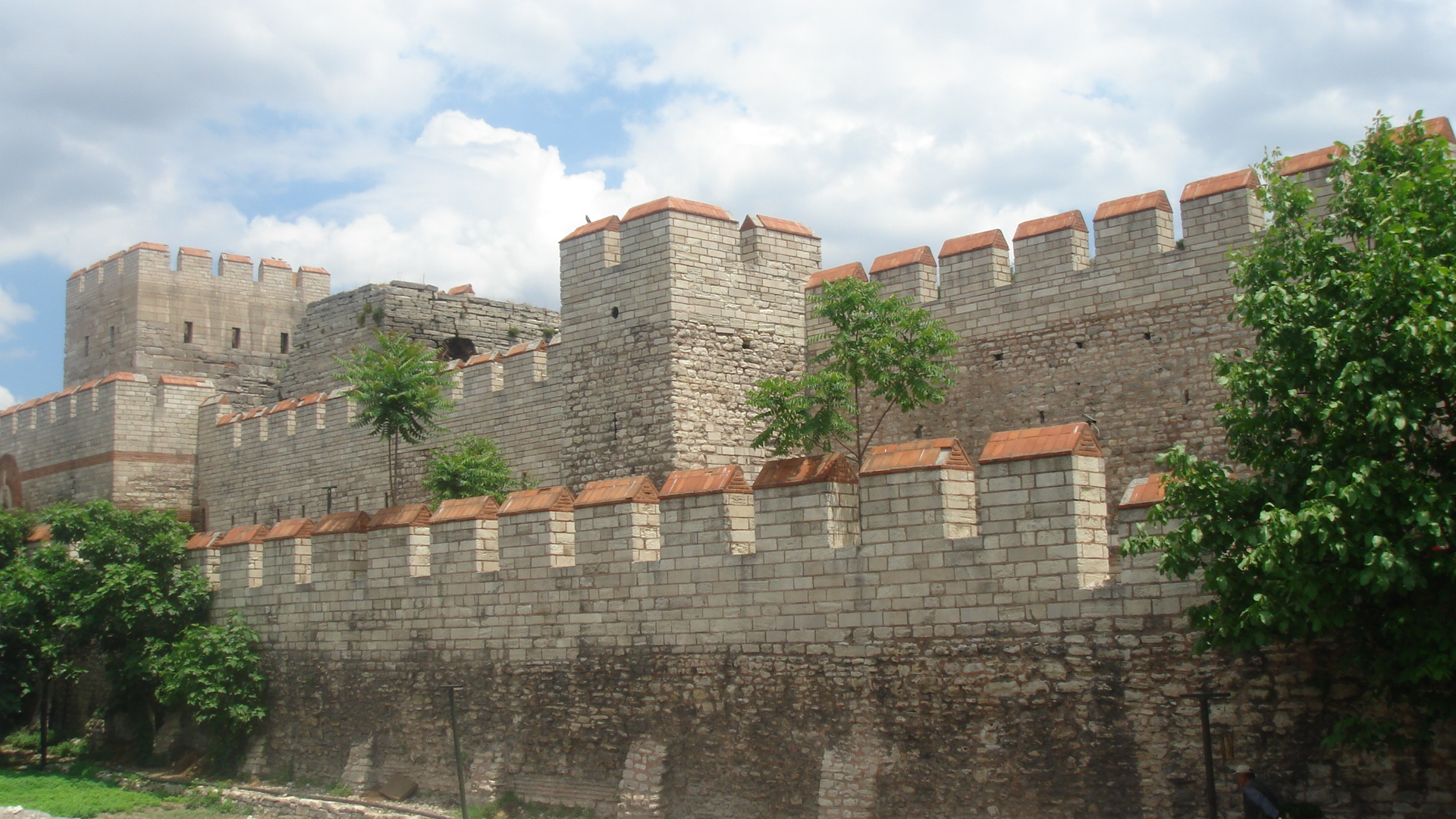
Una zona restaurata delle Mura teodosiane, nella zona della Porta di Selimbria.

Nel 408, l'imperatore Teodosio II iniziò la costruzione di una nuova cinta muraria, a circa 1 500 m ad ovest dal centro, che si estendeva per 5 630 metri tra il Mar di Marmara e il borgo delle Blacherne vicino al Corno d'Oro. La costruzione della nuova cinta muraria iniziò quando l'imperatore aveva sette anni, nonostante ciò le mura divennero note come Mura teodosiane (in greco Theodosianon o Teichos). La cinta muraria fu costruita sotto la direzione del prefetto del pretorio d'Oriente Flavio Antemio, e fu completata nel 413.
Le mura si estendevano per circa 5,5 km da sud a nord, dalla Torre del Marmo, rinominata dagli ottomani Mermer Kule (in greco Vasileiou Pyrgos kai Konstantinou, "Torre di Basilio e Costantino") sulla costa della Propontide fino alle Blacherne, che termina circa l'area del Palazzo del Porfirogenito (conosciuta in turco come Tekfur Saray), dove successivamente saranno costruite le mura delle Blacherne. La Nuova Roma ebbe così chiusi nella sua città sette colli, viene così giustificata la denominazione Eptalofos, come Vecchia Roma.
Il 6 novembre 447 un forte terremoto distrusse gran parte della cinta muraria, Teodosio II ordinò quindi al praefectus urbi Ciro Panopoli (a volte indicato dalle cronache come Costantino) a supervisionare le riparazioni che dovevano essere immediate e veloci, visto che la città era minacciata da Attila, che si trovava in Ungheria. Ciro usò i lavoratori della città, i dēmoi (più noti come "Circo fazioni"), grazie ad essi riuscì a ricostruire le mura in soli sessanta giorni, come testimoniano due iscrizioni in greco e latino nella Porta di Mevlevihane. In più fu aggiunta una seconda schiera di mura esterna, con un ampio fossato aperto di fronte alle pareti.

#### Costruzione

Schema delle Mura di Teodosio

Le mura sono state costruite in due linee di difesa, con annesso un fosso. La principale cinta muraria era quella interna (Ἕσω Τείχος, l'ESO Teichos o Mega Teichos, "Grande Muraglia"), una struttura solida di 5 metri di spessore e 12 metri di altezza. La grande muraglia di fronte è composta di blocchi di calcare accuratamente tagliati, mentre il suo interno è colmo di malta di calce e mattoni schiacciati. La struttura è attraversata da sette a undici fasce di mattoni, di circa 40 cm di spessore, non solo come forma di decorazione, ma anche di rafforzamento della struttura, visto che i mattoni fanno da legante tra la facciata in pietra e l'interno, in modo da aumentare così la resistenza della struttura ai terremoti. La cinta muraria fu rafforzata con 96 torri, la maggior parte a pianta quadrata, alcune ottagonali, tre esagonali e una pentagonale. Queste torri sono alte tra i 15 e i 20 metri, larghe tra i 10 e i 12 metri, e sono collocate a intervalli irregolari, seguendo la curvatura del terreno, a una distanza media di circa 55 metri. Ogni torre merlata aveva in cima una terrazza merlata. Un pavimento la divideva in due camere non comunicanti. La camera inferiore, che si apriva sulla città attraverso il muro principale, era adibita a deposito, mentre quella superiore era accessibile dalla passerella e aveva feritoie per vedere e per scoccare frecce o lanciare olio e pece bollente sui nemici. L'accesso alle mura era garantito da ampie laterali interne.

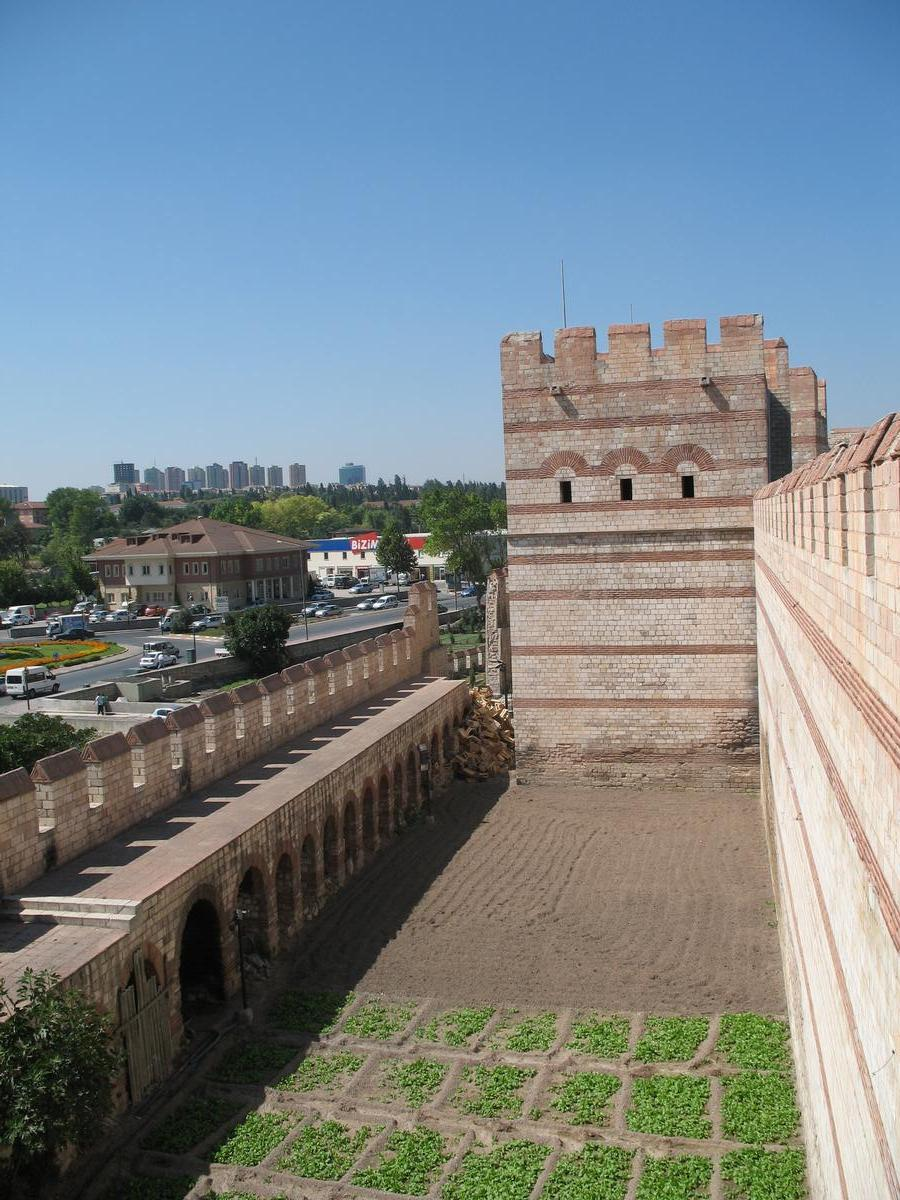
Foto rappresentante il peribolos, ossia lo spazio tra gli spalti esterni ed interni.

La cinta muraria esterna (Ἕξω Τείχος, Exo Teichos o Proteichisma) fu costruita a distanza di 15-20 metri dal muro principale, la distanza tra i due muri fu chiamato peribolos. Il muro esterno era di 2 metri di spessore di base, in primo piano c'erano le camere arco sul livello del peribolos, coronato da un camminamento merlato, raggiungendo un'altezza di 8,5 metri. L'accesso alla cinta muraria esterna della città era fornita tramite le porte principali o attraverso piccole porte che si trovavano sulla base della parete interna della torre. La cinta muraria esteriore aveva 96 torri, una stanza forma di mezzaluna (simbolo di Costantinopoli insieme a una stella), situata a metà strada della parete interna della torre, essa agisce in sostegno della torre. Queste stanze hanno una finestra al livello del peribolos, che è coronata con una terrazza merlata, questa parte della mura era meno solida e consentivano l'accesso al terrazzo esterno. La cinta muraria esterna fu una formidabile linea difensiva per Costantinopoli, come negli assedi del 1422 e del 1453, in cui i bizantini e i loro alleati, essendo troppo pochi per coprire entrambe le linee difensive delle mura Teodosiane, si concentrarono sulla difesa del cinta muraria esterna.

## Mura marittime
Le mura marittime di Costantinopoli vennero erette per prevenire attacchi via mare. Questa essendo infatti ormai protetta via terra grazie alle imponenti mura terrestri, doveva essere difesa anche sul mare. L'antica Bisanzio aveva sicuramente delle mura affacciate sul mare, ma la data di costruzione di quelle medievali è incerta, anche se solitamente attribuita anch'essa a Costantino. Le mura marittime sono architetturalmente simili a quelle terrestri, ma con una struttura più semplice, formate da un singolo muro e con un'altezza inferiore. In seguito vennero inoltre stese lunghe catene galleggianti tra il Corno d'Oro e la penisola di Galata, per impedire che navi straniere entrassero senza permesso nel porto.

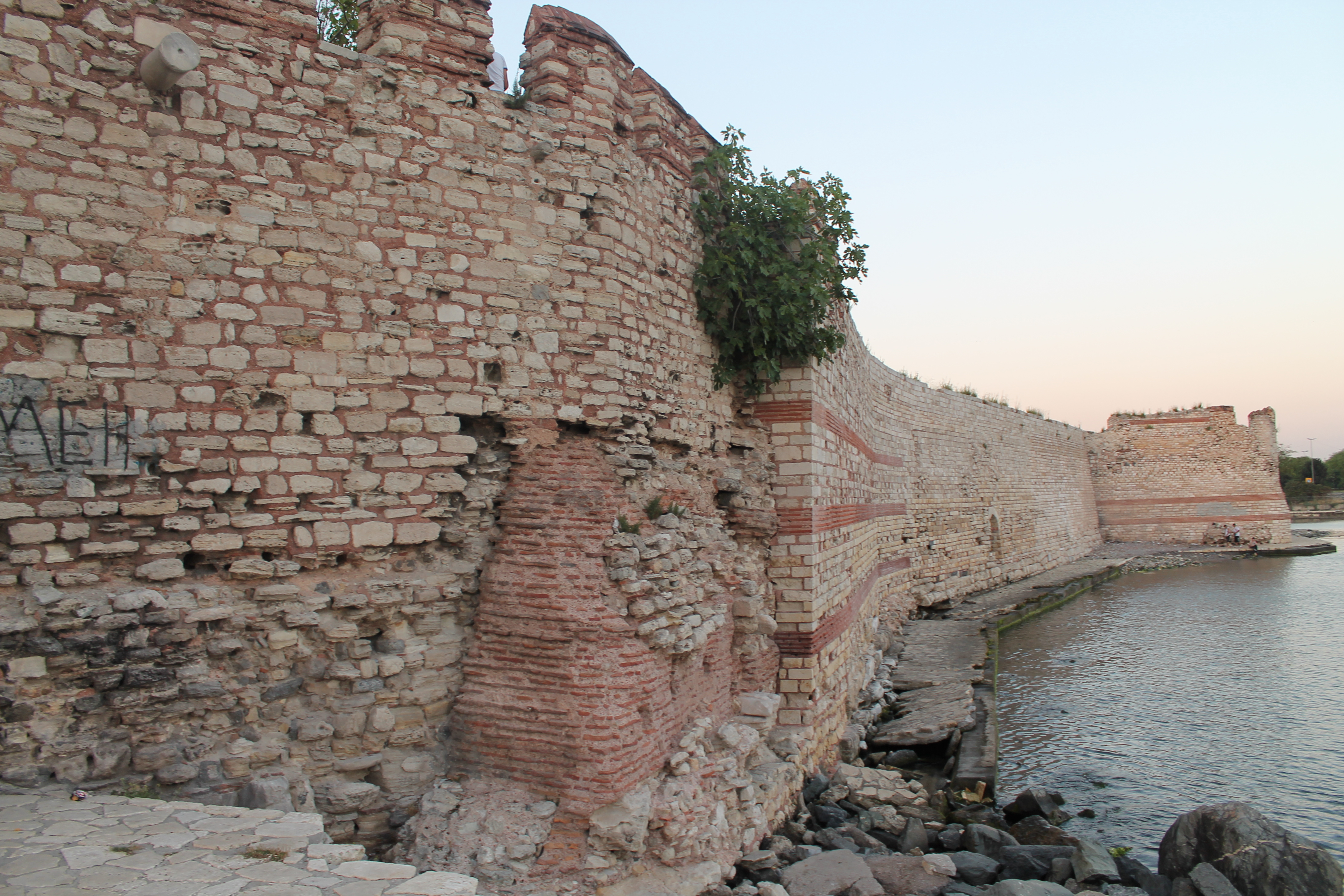
Un tratto delle mura marittime presso Yenikapı, l'unico superstite dove si affacciano direttamente sul mare.
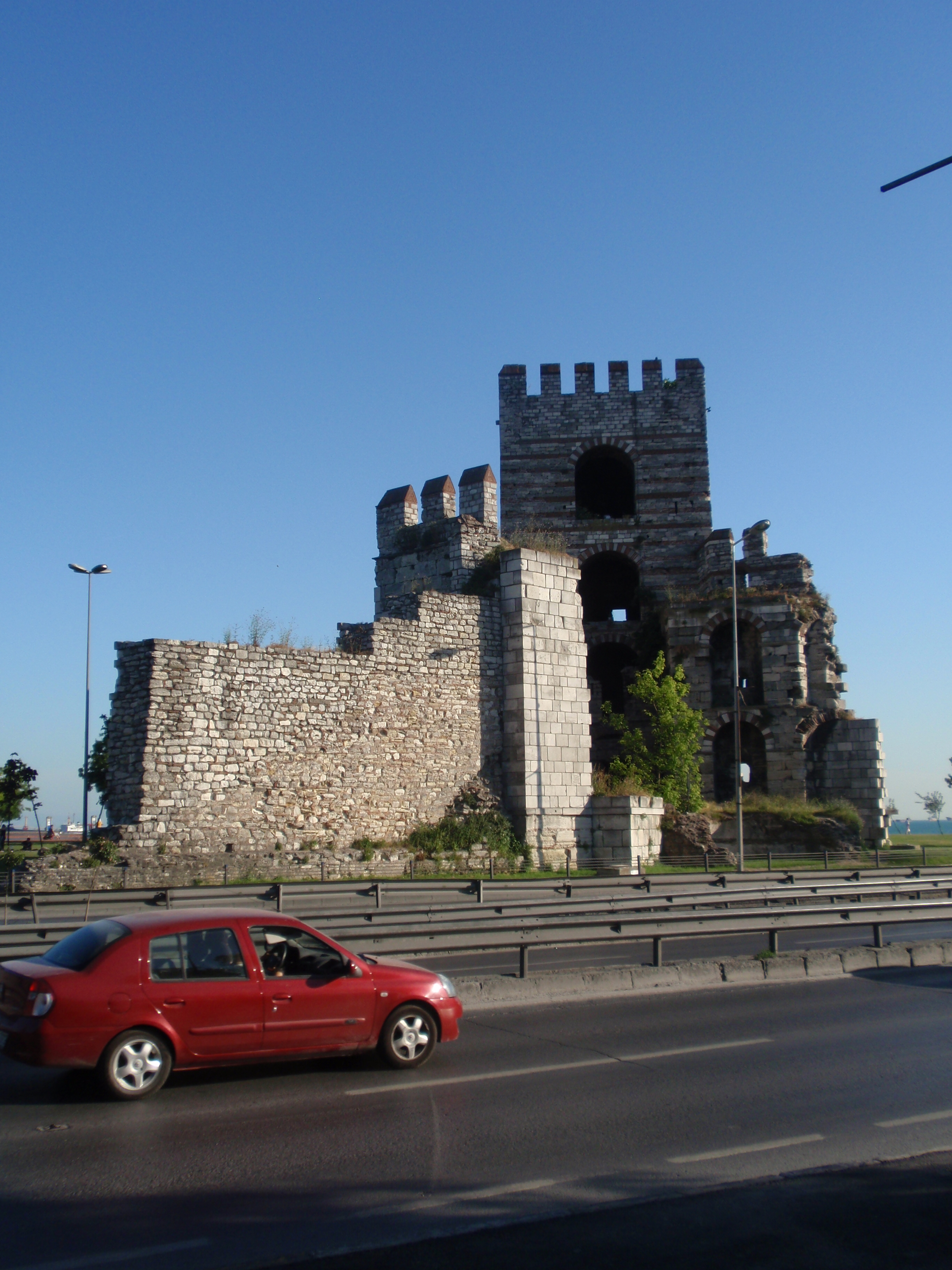
La Torre di Marmo, punto di congiunzione tra le mura marittime e quelle terrestri.
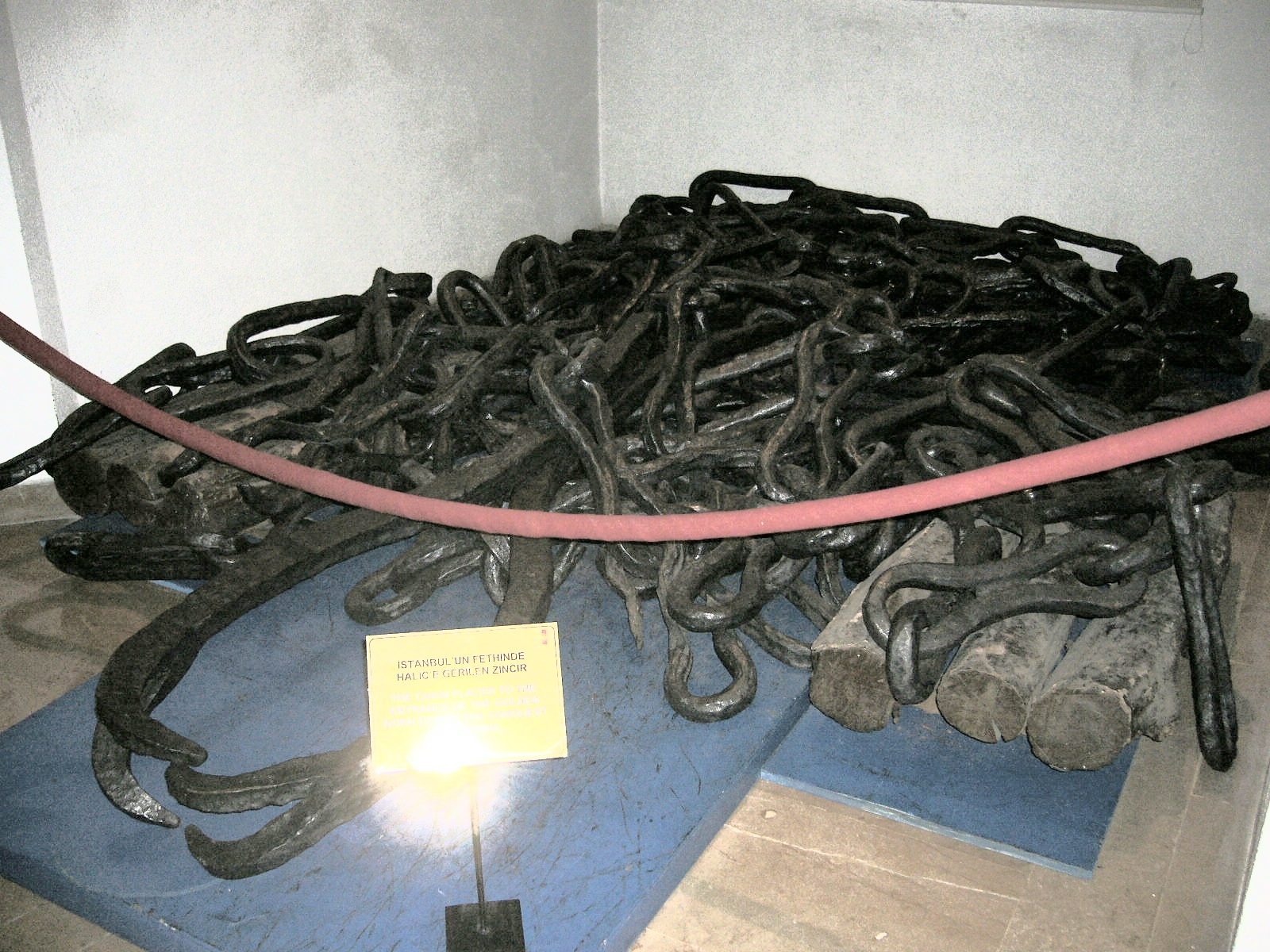
Le catene che chiudevano il Corno d'Oro